# Yoshitoshi ABe
Yoshitoshi ABe (安倍吉俊 Abe Yoshitoshi?), född den 3 augusti 1971 i Tokyo prefektur, är en japansk tecknare som huvudsakligen arbetar med anime och manga. Han har studerat på Tokyo National University of Fine Arts and Music.
Hans verk har en kantig stil då han, bland annat, inte använder en linjal när han tecknar, något som är ovanligt i genren. Han blev känd genom hans arbete med animen Serial Experiments Lain och har även gjort teckningarna och figurdesignen till serien NieA under 7 samt doujinshin Haibane Renmei, som senare filmatiserades som anime.
Han är en kollega och vän till Chiaki J. Konoka, som han arbetade tillsammans med på Serial Experiments Lain och Texhnolyze. Han använder vanligtvis romajiformen av sitt namn i stället för kanjiformen, med "B" i "ABe" versaliserad.